# Andrej Toszew
Andrej Sławow Toszew (bułg. Андрей Славов Тошев; ur. 16 kwietnia 1867 w Starej Zagorze, zm. 10 stycznia 1944 w Sofii) – bułgarski dyplomata, polityk i publicysta. Członek rzeczywisty Bułgarskiej Akademii Nauk. Premier Bułgarii od kwietnia do listopada 1935.

## Życiorys
Podstawowe wykształcenie zdobył w Edirne, następnie studiował nauki przyrodnicze w Genewie i w Brukseli. W 1891 ukończył edukację, po czym pracował jako nauczyciel w gimnazjum męskim w Salonikach, w Starej Zagorze, w Warnie i jako wykładowca w Uczelni Wojskowej w Sofii. W 1903 objął posadę przedstawiciela handlowego w Bitoli, tę samą funkcję przez krótki czas pełnił również w Stambule. Następnie był ambasadorem w Czarnogórze (1905–1906), Grecji (1906–1908), Serbii (1908–1913), Imperium Osmańskim (1913–1914), Szwajcarii (1915–1916), Austro-Węgrzech (1917–1919) i Austrii (1919–1920). Po objęciu władzy w kraju przez Bułgarski Ludowy Związek Chłopski zrezygnował z działalności dyplomatycznej i poświęcił się publicystyce.
W 1935, po odsunięciu od władzy działaczy Związku Wojskowego, którzy rok wcześniej dokonali zamachu stanu i sprawowali rządy autorytarne, car Borys III zaproponował Toszewowi objęcie funkcji premiera kraju. Mimo podeszłego wieku (68 lat) Toszew zgodził się i 21 kwietnia 1935 stanął na czele bezpartyjnego gabinetu. Tego samego dnia car wydał manifest, w którym zobowiązał nowy rząd do kontynuowania polityki zapoczątkowanej przez dwóch poprzednich premierów oraz do rozpoczęcia pracy nad nową konstytucją.
Brak zgody Borysa III na wybory do Zgromadzenia Narodowego (rozwiązanego w 1934 przez rząd Georgijewa) i próba utrwalenia przez niego porządku zaistniałego po odsunięciu od władzy gen. Złatewa doprowadziły do wzrostu niezadowolenia opozycji. W celu złagodzenia napięcia jeszcze przed końcem 1935 car zdymisjonował premiera i powołał na jego miejsce Kjoseiwanowa, który w rządzie Toszewa był ministrem spraw zagranicznych.
Przez ostatnie lata życia Toszew ponownie pracował jako publicysta. Napisał m.in. Поглед върху икономическото положение на Сърбия (w tłum. Spojrzenie na sytuację gospodarczą Serbii; 1911), Балканските войни (w tłum. Wojny bałkańskie; 1929–1931, w dwóch tomach), Сръбско-българската разпра (w tłum. Spór serbsko-bułgarski; 1932).